# Chaetodon interruptus
Chaetodon interruptus là một loài cá biển thuộc chi Cá bướm (phân chi Lepidochaetodon) trong họ Cá bướm. Loài này được mô tả lần đầu tiên vào năm 1923.

## Từ nguyên
Tính từ định danh interruptus trong tiếng Latinh mang nghĩa là "đứt đoạn, ngắt quãng", hàm ý không rõ, có khả năng là đề cập đến dải đen băng qua mắt của loài cá này chỉ dừng ở rìa của nắp mang thay vì kéo dài xuống đến ngực như Chaetodon unimaculatus.

## Phạm vi phân bố và môi trường sống
Từ Socotra, C. interruptus được phân bố dọc theo bờ biển Đông Phi trải dài đến Nam Phi, băng qua bờ nam Ấn Độ và phần lớn các đảo quốc trên Ấn Độ Dương đến biển Andaman (bao gồm bờ tây Thái Lan và phía bắc đảo Sumatra, Indonesia).
C. interruptus sống tập trung ở những khu vực mà san hô phát triển phong phú trên các rạn viền bờ và trong đầm phá, được tìm thấy ở độ sâu khoảng 2–45 m.

## Mô tả
C. interruptus có chiều dài cơ thể lớn nhất được ghi nhận là 20 cm. Loài này có màu vàng tươi, vảy trên thân viền nâu. Vây đuôi trong suốt, hơi trắng ở gốc, có dải đen quanh cuống đuôi. Hai bên thân nổi bật với một đốm tròn đen ở giữa lưng (đốm này ở cá con được viền trắng). Đầu có một dải đen băng dọc qua mắt xuống rìa dưới nắp mang. Phía sau vây lưng và vây hậu môn có dải đen (viền trắng mỏng hơn ở rìa).
Số gai ở vây lưng: 12–13; Số tia vây ở vây lưng: 21–23; Số gai ở vây hậu môn: 3; Số tia vây ở vây hậu môn: 17–20; Số gai ở vây bụng: 1; Số tia vây ở vây bụng: 5.

## Phân loại học
C. interruptus từng được xem là một phân loài của C. unimaculatus. C. unimaculatus có thân màu trắng (chỉ vàng ở lưng) và đốm đen trên lưng thường có "vệt đuôi" kéo dài bên dưới.

## Sinh thái học

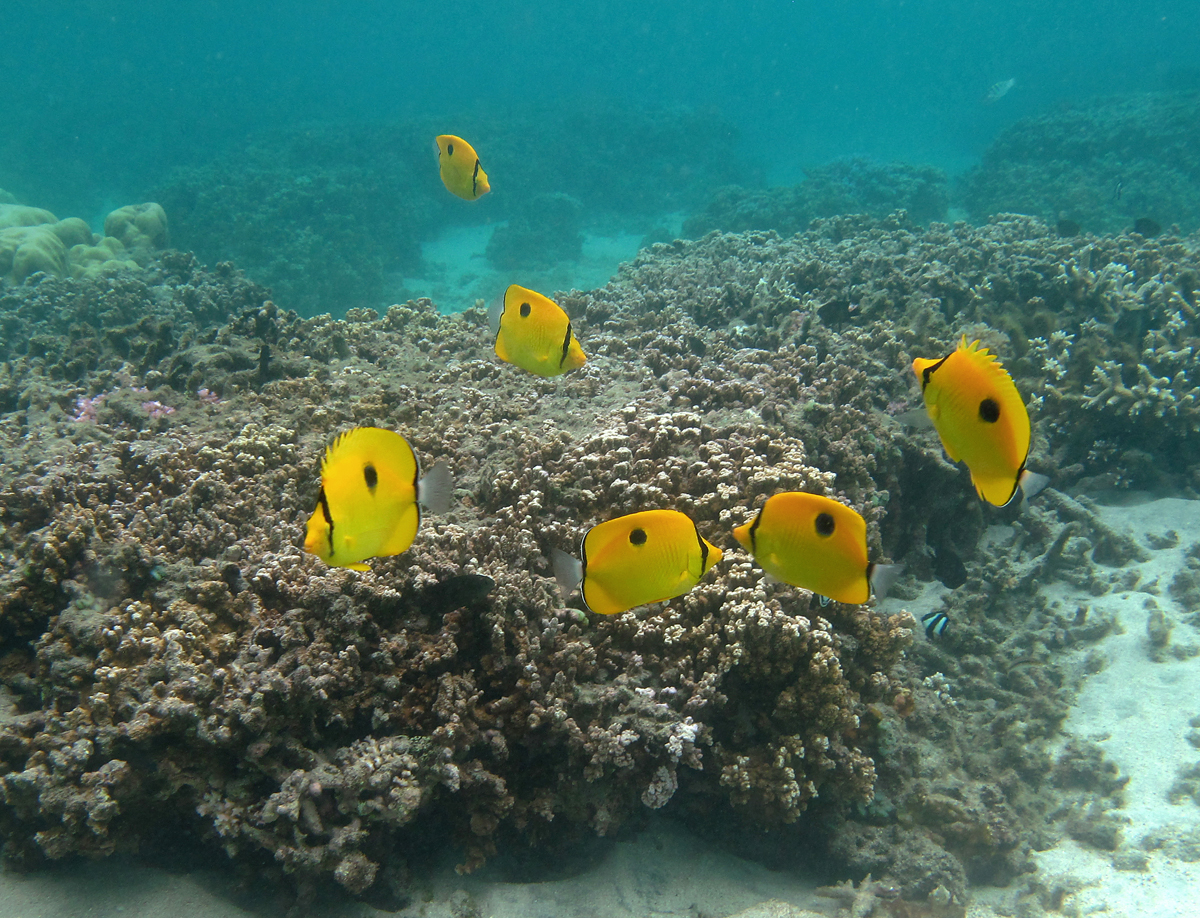
Một đàn C. interruptus trên rạn san hô

C. interruptus là loài ăn tạp; thức ăn của chúng bao gồm tảo, hải miên và giun nhiều tơ. Tuy cũng ăn cả san hô nhưng C. interruptus không hoàn toàn phụ thuộc vào nguồn thức ăn này.
Cá trưởng thành thường kết đôi với nhau, có khi hợp thành nhóm nhỏ.

## Thương mại
C. interruptus tuy cũng được thu thập trong hoạt động kinh doanh cá cảnh nhưng không phổ biến.